# Kongsgård
En kongsgård er en gård, der tjente som opholdssted for kongen eller hans repræsentanter under rejser rundt i landet. Betegnelse stammer fra middelalderen, men kendes allerede i vikingetiden. Mange kongsgårde blev bestyret af kongelige vasaller, en form for embedsmænd, hvoraf mange fungerede som skatteopkrævere. Kongsgårdenes strategiske beliggenhed bevirkede, at de tit blev befæstet og gradvist udviklede en del sig til større hovedgårde eller egentlige borge. Gennem senmiddelalderen afløstes mange kongsgårde af slotte og borge. Betegnelsen kongsgård kendes i alle nordiske lande.

## Kongsgårde
Danmark
- Børglum Kloster[1]
- Corselitze[2]
- Viby Jylland[3]

Færøerne
- Kirkjubøargarður ved Kirkjubøur[4]

Norge
- Kongsgården i Oslo
- Avaldsnes kongsgård
- Kongsgård ved Fitjar
- Kongsgård ved Seim, Hardoland
- Værne Kloster[5]
- Utstein kloster[6]

Sverige
- Husby
- Karlbergs slot[7]
- Kaknäs
- Uppsala öd